# Заслуженный спасатель Республики Беларусь
«Заслуженный спасатель Республики Беларусь» (бел. Заслужаны ратавальнік Рэспублікі Беларусь) — почётное звание в Республике Беларусь. Присваивается по распоряжению Президента Республики Беларусь работникам органов и подразделений по чрезвычайным ситуациям за заслуги в предотвращении чрезвычайных ситуаций.

## Порядок присваивания

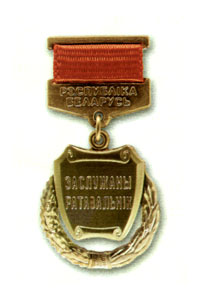
Изображение награды до 2020 года

Присваиванием почётных званий Республики Беларусь занимается Президент Республики Беларусь, решение о присвоении оформляется его указами. Государственные награды (в том числе почётные звания) вручает лично Президент либо его представители. Присваивание почётных званий Республики Беларусь производится на торжественной церемонии, государственная награда вручается лично награждённому, а в случае присваивания почётного звания выдаётся и свидетельство. Лицам, удостоенным почётных званий Республики Беларусь, вручают нагрудный знак.

## Требования
Почетное звание «Заслуженный спасатель Республики Беларусь» присваивается работникам аварийно-спасательных служб или работающих в органах и подразделениях чрезвычайным ситуациям, работающим не менее 15 лет в календарном исчислении, за следующие заслуги:
- в предотвращении и ликвидации чрезвычайных ситуаций природного и техногенного характера;
- высокие результаты, достигнутые в профессиональной подготовке;
- разработку и освоение новых образцов аварийно-спасательной техники, средств и способов защиты от чрезвычайных ситуаций;
- самоотверженные действия, связанные с исполнением служебных обязанностей;
- активное участие в подготовке и воспитании кадров.